# North Apollo
North Apollo è una borough degli Stati Uniti d'America, nella contea di Armstrong nello Stato della Pennsylvania. Secondo il censimento del 2000 la popolazione è di 1.426 abitanti.

## Società

### Evoluzione demografica
La composizione etnica vede una prevalenza della razza bianca (97,19%), seguita da quella afroamericana (1,54%), dati del 2000.
| borough di North Apollo Popolazione |       |
| 2000                                | 1.426 |
| Stima al 01-07-07                   | 1.330 |